# غزلان (فلم)
غزلان فيلم سوري لبناني مشترك انتج عام 1969 م.

## تمثيل
- سميرة توفيق
- محمود سعيد
- هالة شوكت
- ياسين بقوش
- ناجي جبر
- عدنان بركات
- عبد السلام الطيب
- هاني السعدي

الإخراج: سمير الغصينى (إخراج)
التأليف: سمير الغصينى (تأليف)

## روابط خارجية
- مقالات تستعمل روابط فنية بلا صلة مع ويكي بيانات